# Simon Musaeus

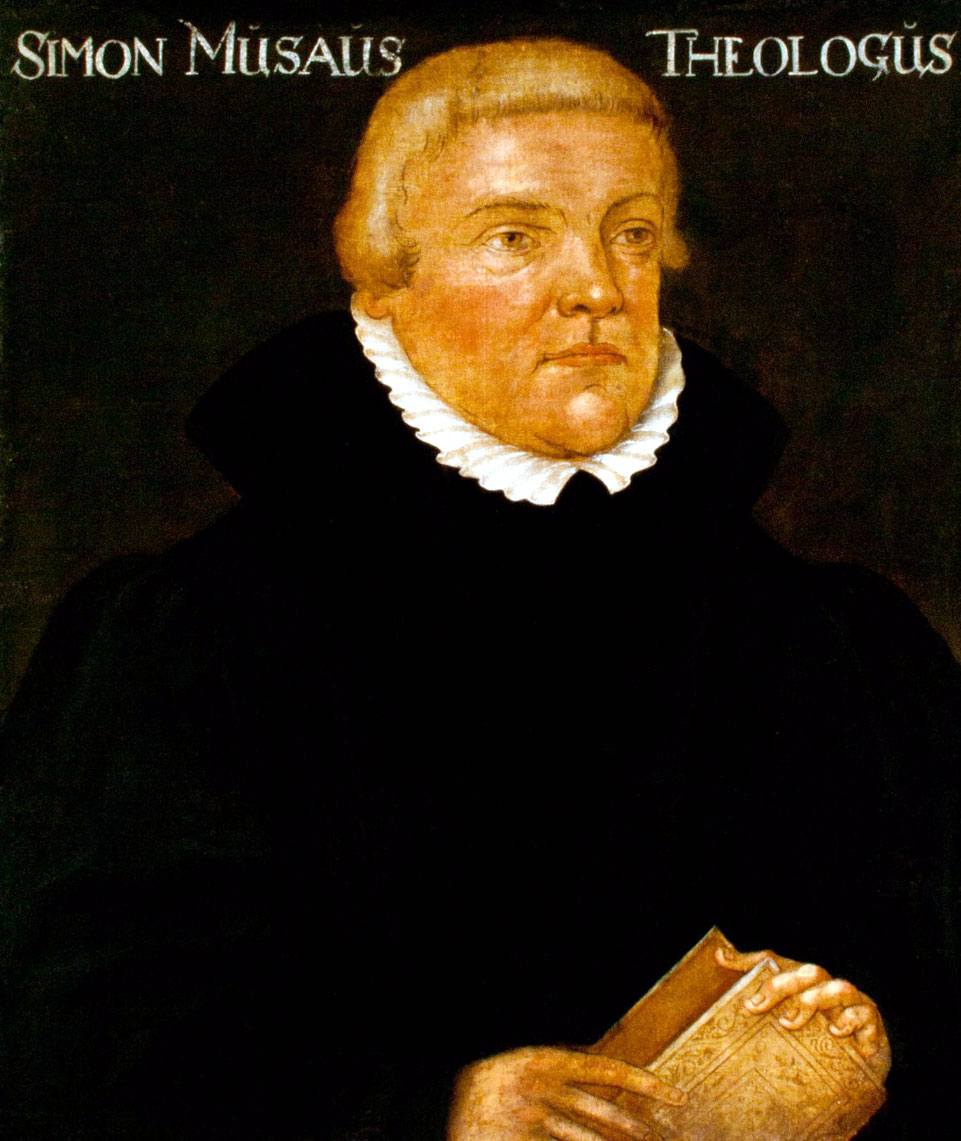
Simon Musaeus

Simon Musaeus, auch Musäus, Meusel, Muslik (* 25. März 1521 in Vetschau/Spreewald; † 11. Juli 1576  in Mansfeld) war ein evangelischer Theologe und Reformator.

## Leben
Simon Meusel stammte aus einer bäuerlichen sorbischen Familie. Er kam auf die Lateinschule nach Cottbus, 1543 auf die Universität Frankfurt/Oder und 1545/47 nach Wittenberg. Von 1547 bis 1549 war er als Lehrer in Nürnberg tätig. In Berlin ordiniert, übernahm er zuerst 1549 ein Pfarramt in seiner näheren Heimat in Fürstenwalde/Spree und dann in Grossen, wurde aber vom Bischof von Lebus vertrieben.
Er übernahm nun nach dem Tode von Ambrosius Moibanus die Pfarrstelle an St. Elisabeth in Breslau, konnte sich aber bei seinem schroffen Wesen dort nicht halten. Von hier ging er nach Thüringen und war hintereinander Superintendent in Gotha und Eisfeld (1557/58). Er war auch Pfarrer im böhmischen Psibor. Von 1558 folgte eine Professur in Jena bis 1561. Der Gnesiolutheraner sah 1561 für sich eine Aufgabe in Bremen, wo vor ihm Albert Hardenberg gewesen war 1562 ging er als Hofprediger nach Schwerin, wo er auch nur drei Jahre blieb. Am 12. Juli 1563 wurde er in die Matrikel der Universität Rostock eingeschrieben und am selben Tag in die Theologische Fakultät aufgenommen.
Zwei Jahre war er Superintendent in Gera und genauso lang in Thorn. 1570 wurde er als Generalsuperintendent nach Coburg berufen, wirkte eine Zeitlang in Braunschweig und in Soest, zuletzt noch als Generalsuperintendent in Mansfeld, wo ihn der Tod ereilte.
Der vielseitige und begabte Mann hat viel geschrieben. Er ist Mitverfasser des Weimarer Konfutationsbuches von 1559, veröffentlichte die Akten der Disputation zwischen Matthias Flacius und Victorin Strigel. Er wandte sich gegen Flacius in seiner „Sententia de peccato, quod non sit substantia“ von 1572, bearbeitete die Kirchenordnung Gerd Omeken in Soest. Bemerkenswerterweise schrieb er auch Erbauungsbücher, die weite Verbreitung fanden, eine Postille sowie exegetische und katechetische Schriften.

## Werke (Auswahl)

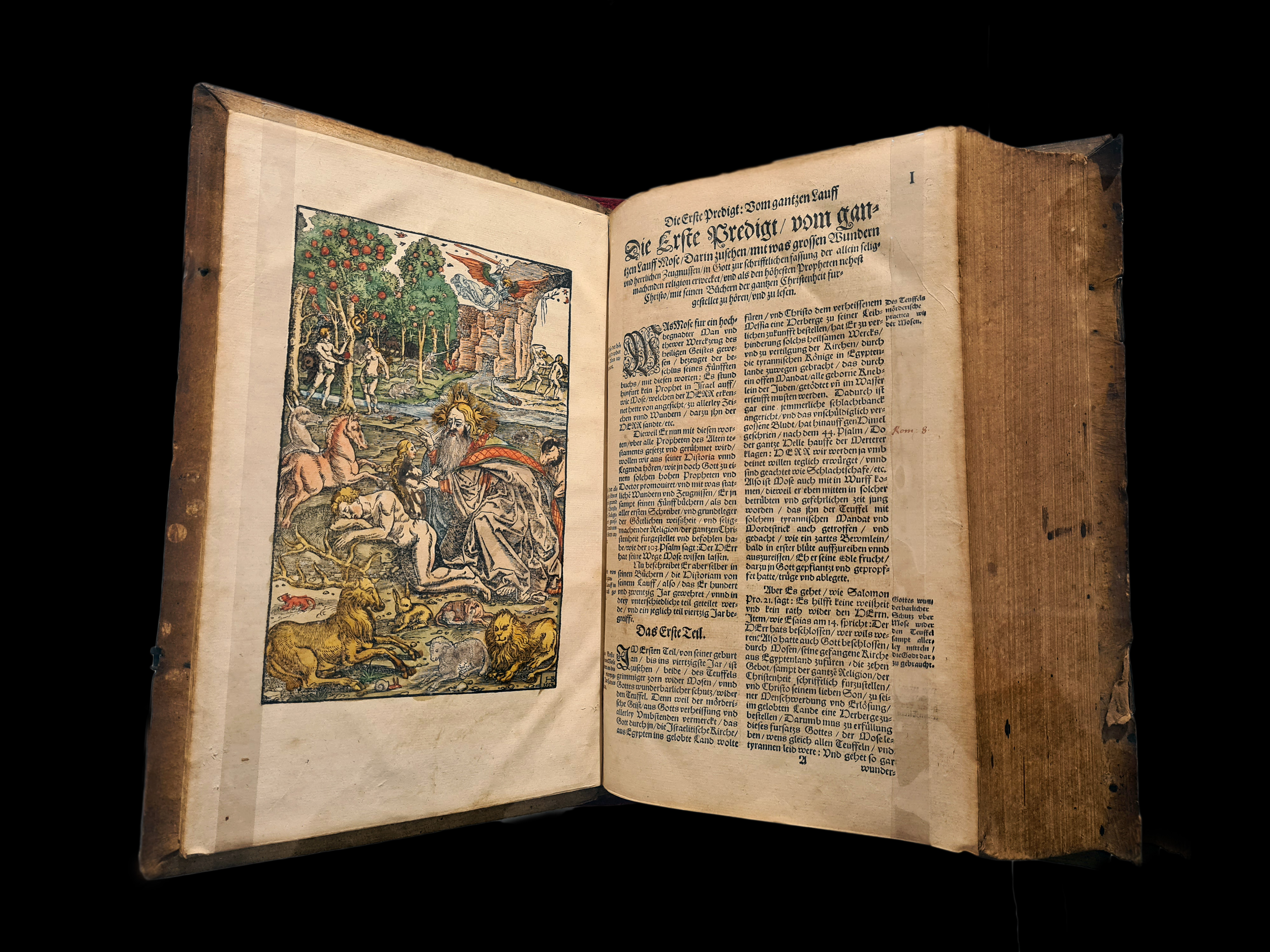
Richtige und reine Auslegung des Ersten Buchs Mosy, Magdeburg, 1576

- Warhafftige Historia von dem aufrhur vnd Lermen, so in der Stadt Bremen, von etlichen Sacramentirern ist erregt worden. 1562 (Online)
- mit Georg Autumnus: Confessionschrift : Etlicher Predicanten in d. Herrschaften Graitz, Geraw, Schonburg u. a. hernach unterschriebenen ; Gestellet zu notwendiger Ablenung vieler ertichten Calumnien u. Lesterungen. Andreas Petri, Eisleben 1567
- Richtige und reine Auslegung des Ersten Buchs Mosy : von den dreyen grossmechtigen Reichen, nemlich, der Natur durch Schöpffung deß Teuffels, durch Adams Fall, vnnd Christi durch offenbarung deß Evangelii. Kirchner [u. a.], Magdeburg 1615
- Das Gebet des Herrn / ausgelegt von Simon Musäus. Auf's neue hrsg. von Hermann Beck, Dekan. Akad. Buchh, Leipzig 1893